# Звукорежиссёр (журнал)
Журнал «Звукорежиссёр» — российское издание в области профессиональной звукорежиссуры, психоакустики, современных музыкально-компьютерных технологий и аудио-музыкальной индустрии. Издавался в период с 1998 по 2013 год. Ежегодно выходило 10 номеров журнала, тираж каждого из которых составлял более 8 тысяч экземпляров.
В журнале «Звукорежиссёр» регулярно публиковались статьи российских и зарубежных музыкантов, работающих в области электронной музыки, а также специалистов по истории и теории электронной музыки. Несколько раз в году к журналу «Звукорежиссёр» выпускалось специальное аудиоприложение.
С 2000 года журнал организовывал и проводил Всероссийский конкурс творческих работ студентов-звукорежиссёров им. Виктора Бабушкина. С 2001 года журнал «Звукорежиссёр» представлял Россию в Musikmesse International Press Award.
Журнал был закрыт в 2013 году и вновь открылся в 2021 году как электронное СМИ при Российском Музыкальном Союзе.